# 斯图尔特·威尔金
斯图尔特·約翰·威尔金（英語： Stuart John Wilkin，1998年3月12日—）， 是出生于英格兰的马来西亚职业足球运动员，司职中场。现效力于马来西亚超级足球联赛的沙巴。

## 职业生涯
斯图尔特·威尔金加入了英超球队南安普顿的青年队，展开职业生涯。2016年，他赴美国就讀密蘇里州立大學，並代表校隊密苏里州立熊角逐NCAA一級賽事。
2021年，他加盟马来西亚首要足球联赛球会柔佛DT II。2022年球季前，威尔金被外借至马来西亚超级足球联赛的沙巴。2022年3月4日，他首次代表沙巴首发，并以0-1输给森美兰。

## 国际生涯
2022年11月，斯图尔特·威尔金首次入选馬來西亞國家足球隊大名单，2022年12月9日，他在对柬埔寨的比赛中首次亮相，并在比赛中打入首粒入球。同年底威爾金出戰2022年東南亞足球錦標賽並在小組賽階段對陣寮國時，攻入一球為大馬取得5比1的大勝，也於對陣新加坡時梅開二度，以4比1全取三分，晉級準決賽，惟在準決賽遭泰國淘汰。